# Stadio dei Giochi del Mediterraneo (Almería)
Lo stadio dei Giochi del Mediterraneo (in spagnolo estadio de los Juegos Mediterráneos), anche noto come Power Horse Stadium per motivi di sponsorizzazione, è un impianto sportivo polivalente di Almería, in Spagna.
Come dice il nome è stato costruito in occasione dei XV Giochi del Mediterraneo, che si sono disputati nel 2005. Ospita le partite casalinghe della squadra di calcio dell'Almería.
Nel corso degli anni lo stadio ha ospitato altri eventi sportivi: in tre occasioni (2005, 2015, 2022) ha ospitato gare della nazionale maggiore e della selezione Under-21 spagnole; mentre nel 2021 ha ospitato la supercoppa spagnola femminile.

## Storia
Inaugurato il 31 luglio 2004 e originariamente costruito per i XV Giochi del Mediterraneo del 2005, lo stadio è costato circa 21 milioni di euro, pagati dal comune di Almería. Conseguentemente all'apertura, l'impianto è diventato lo stadio di casa dell'Almería, in sostituzione del vecchio Juan Rojas, con quest'ultimo adibito all'utilizzo da parte della squadra riserva (fino al 2017) e di una squadra locale di rugby.
Nell'agosto 2019 il presidente dell'Almería, Turki Al-Sheikh, attraverso il suo direttore generale Mohamed El Assy, ha annunciato tramite conferenza stampa che sarebbero stati eseguiti lavori per migliorare la struttura e che i lavori sarebbero stati eseguiti in due fasi. La prima fase prevedeva la ristrutturazione, l'ammodernamento e il miglioramento delle infrastrutture; la seconda fase, invece, l'abbassamento del campo di gioco, l'accostamento delle tribune ad esso, l'eliminazione delle piste di atletica e, quindi, l'ampliamento della capienza dello stadio.
Appena un anno dopo, il 19 agosto 2020, il club rojiblancos ha presentato il progetto di ristrutturazione al comune di Almería, dove ha anche presentato tutta la documentazione necessaria per ottenere la concessione amministrativa dell'impianto per 75 anni. Pochi giorni dopo il progetto è stato approvato e i lavori sono stati assegnati alle società locali AJCC Construcciones e Crealia.
Successivamente, il 27 aprile 2021, il sindaco popularista della città Ramón Fernández-Pacheco, ha annunciato ufficialmente che il capitolato d'oneri per concedere la gestione dello stadio all'Almería era stato approvato e firmato, aggiungenro che "in pochissimo tempo Almería avrebbe realizzato il sogno di avere uno dei migliori stadi di calcio in Spagna".
Quattro mesi dopo, precisamente il 9 agosto 2021, è stata firmata l'atto di concessione dello stadio da parte del comune di Almería all'Almería per un periodo di 25 anni, quindi, fino all'agosto 2046. Tale firma è avvenuta durante un evento svoltosi sul campo dello stadio stesso e al quale sono state invitate diverse autorità e giornalisti della città.
Una volta acquisita la gestione dell'infrastruttura, il 6 maggio 2022 l'Almería ha ceduto i diritti di denominazione all'azienda austriaca Power Horse Energy Drinks GmbH, con valenza a partire dal 1º luglio successivo.